# Евсюков, Василий Григорьевич
Василий Григорьевич Евсюков (5 января 1928, Яковлево, Конышёвский район, Курская область — 1 января 2018, Днепр, Украина) — советский строитель, бригадир каменщиков передвижной механизированной колонны № 1 треста «Днепросельстрой». Герой Социалистического Труда (1971).

## Биография
Василий Григорьевич родился 5 января 1928 года в селе Яковлево (Курская область). По национальности был русским. Образование получил в средней школе. Во время Курской битвы семье Евсюковых была эвакуирована. После возвращения в село, трудился в сельском хозяйстве.
По предложению своего родственника переехал в Днепропетровскую область , где устроился на работу маляром в Днепропетровское городское строительное управление № 1. Позднее работал крановщиком, монтажником и бригадиром. Принимал участие в строительстве жилых домов, школ и больниц. Затем начал работать в тресте «Днепросельстрой» Министерства сельского строительства Украинской ССР. Занимал должность бригадира  каменщиков передвижной механизированной колонны № 1. Занимался строительством объектов сельского хозяйства и жилых домов на территории области. Был признан одним из лучших строителей Днепропетровской области,  четырнадцать раз становился победителем социалистических соревнований.
7 мая 1971 года указом Президиума Верховного Совета СССР «за выдающиеся производственные в выполнении заданий пятилетнего плана» Василий Евсюков был удостоен звания Героя Социалистического Труда. До 1993 года занимал должность бригадира. После выхода на пенсию жил в Днепропетровске, где и скончался 1 января 2018 года.

## Награды
Василий Григорьевич был удостоен следующих наград:
- Звание Герой Социалистического Труда (Указ Президиума Верховного Совета СССР от 7 мая 1971);

- Золотая медаль «Серп и Молот» (7 мая 1971 — № 15099);
- Орден Ленина (7 мая 1971 — № 376427);

- Орден Трудового Красного Знамени (11 августа 1966);
- Юбилейная медаль «20 лет независимости Украины» (19 августа 2011) — за значительный личный вклад в социально-экономическое, научно-техническое и культурно-образовательное развитие Украинского государства, весомые трудовые достижения и многолетний добросовестный труд[2];
- Почётное звание Заслуженный строитель УССР (1982);
- также был удостоен ряда медалей.